# Bosbeheer
Bosbeheer in de brede zin omvat alle menselijke activiteiten waarbij bos wordt in stand gehouden en benut voor de productie van goederen (hout, bosbijproducten) en de levering van diensten (recreatie, natuurbeleving, biodiversiteit). Het is een mondiaal onderwerp dat zich in de praktijk op uiteenlopende wijze manifesteert, door geografische, ecologische en maatschappelijke verschillen. Bosbeheer wordt hier beschreven voor de situatie in Nederland en Vlaanderen.

## Begrippen
Het begrip bosbeheer in enge zin omvat alle maatregelen in het bos die gericht zijn op behoud en benutting van het bos. Indien het niveau van benutting op den duur ten koste gaat van de instandhouding van het bos is sprake van overexploitatie. Indien de instandhouding van het bos voorop staat, zodat ook in de toekomstige behoefte aan producten en diensten kan worden voorzien, is sprake van duurzaam bosbeheer. De term bosbouw wordt, naar analogie van landbouw, vooral geassocieerd met de productiefunctie van het bos, en wordt sinds begin 21e eeuw minder gebruikt.
Goederen en diensten worden in de vakliteratuur vaak samengevat onder de term functies van het bos. Welke functies moeten worden vervuld wordt bepaald door de eigenaar van het bos, binnen de grenzen van wet- en regelgeving. De gekozen functies worden voor ieder bosgebied vertaald in specifieke doelstellingen voor het bosbeheer. In de praktijk worden diverse beheermaatregelen ingezet om de samenstelling en ontwikkeling van het bos in de gewenste richting te sturen. In de loop der tijd zijn min of meer vastomlijnde beheerconcepten ontstaan, als een combinatie van samenhangende beheermaatregelen gericht op realisering van de doelstellingen. Beslissingen in het bosbeheer worden mede beïnvloed door wetgeving en overheidsbeleid en door maatschappelijke wensen.

## Van overexploitatie naar duurzaam bosbeheer
De toepassing van doelgericht bosbeheer in West-Europa is slechts enkele eeuwen oud. Daar ging een lange periode aan vooraf van ongereguleerd bosgebruik. Bij toenemende bevolkingsdruk leidde dit tot overexploitatie en degradatie van het bos. Het ontstaan van grote arealen heide en stuifzand door overexploitatie maakte het noodzakelijk om het gebruik van het bos te reguleren. Aanvankelijk gebeurde dit op last van vorsten en leenmannen, later ook door de burgerlijke autoriteiten. In de 18e eeuw zijn hieruit in Duitsland de eerste vormen van doelgericht bosbeheer ontstaan. De Duitse systematische aanpak werd in de loop der tijd overgenomen door veel landen in West-Europa.
Het begrip duurzaamheid in de zin van het verantwoord omgaan met natuurlijke hulpbronnen is voor het eerst in 1713 geformuleerd in de bosbouw door Hans Carl von Carlowitz. Als gevolg van de houtschaarste in de 18e eeuw ontstond in Duitsland het bestendigheidsbeginsel als basisidee voor het bosbeheer. Hieruit is het bosbouwkundig principe voortgekomen dat de houtoogst in een bos niet meer mag zijn dan wat er in eenzelfde periode bijgroeit. In de loop der tijd is dit principe verbreed tot het duurzaam in stand houden van de hulpbron, waardoor ook in de toekomstige behoeften aan producten en diensten kan worden voorzien. Een algemene definitie van duurzame ontwikkeling werd geformuleerd in het Brundtland-rapport (1987). Het duurzaamheidsdenken kreeg internationaal steeds meer gezag, uitmondend in de VN-resolutie Agenda 2030 als mondiaal kader voor duurzame ontwikkeling. Hierin worden zeventien duurzameontwikkelingsdoelstellingen geformuleerd, waarvan doelstelling 15 ook duurzaam bosbeheer behandelt.

## Functies van het bos
Bosbeheer is gericht op het realiseren van gewenste bosfuncties. Het begrip bosfuncties raakte in zwang in de jaren 1970. Volgens Van Maaren gaat het om “de relaties van het bos met het menselijk bestaan of omgekeerd, het gebruik dat de mens van het bos maakt”. Van Miegroet onderscheidt vier functiegroepen: economische functies, sociale functies, ecologische functies en culturele functies. De functies die bossen kunnen vervullen zijn in de loop der jaren verder uitgewerkt en geactualiseerd: ze zijn leveranciers van diverse grondstoffen, zoals hout en bosbijproducten; daarnaast zijn bossen onder meer van belang voor recreatie en natuurbeleving, behoud van biodiversiteit, kwaliteit van de leefomgeving, behoud van cultuurhistorie, erosiebestrijding, waterbeheer en waterkwaliteit, verminderen van fijnstof en vastlegging van CO2 (koolstofdioxide).
Bij de natuurfunctie van bossen gaat het om meer dan alleen biodiversiteit (en dat is weer een breder begrip dan soortenrijkdom). Natuurwaarde wordt ook bepaald door aspecten als zeldzaamheid, natuurlijkheid, ongereptheid of oorspronkelijkheid, volledigheid, vervangbaarheid, zelfredzaamheid en uitgestrektheid van een gebied, object of ecosysteem. Een combinatie van deze aspecten is bepalend voor de (deels subjectieve) waardering die een persoon of organisatie aan het bos toekent.
In de 21e eeuw wordt steeds vaker het begrip ecosysteemdiensten gebruikt in plaats van functies. Hierbij gaat het om het belang van de natuur in brede zin voor de mens. Men onderscheidt producerende, regulerende, culturele en ondersteunende diensten. De terminologie verschilt, maar functies en diensten beogen hetzelfde uit te drukken.
Welke functies moeten worden vervuld, wordt bepaald door de eigenaar van het bos. Deze moet daarbij rekening houden met de wetten en regels die door de overheid gesteld worden. In bossen die zijn opengesteld kan ook de publieke opinie een rol spelen bij de afweging. De gekozen functies worden voor ieder bosgebied vertaald in specifieke doelstellingen voor het bosbeheer. Hierbij spelen de ecologische, economische en sociale omstandigheden die betrekking hebben op dat bos een belangrijke rol.
Vaak wil de eigenaar van het bos in één bosgebied verschillende functies tegelijk realiseren. De keuze door de boseigenaar van de belangrijkste bosfuncties, en daarmee de invulling van bosbeheer, wordt vooral bepaald door het aanwezige (of niet aanwezige) bos en de sociaaleconomische omstandigheden. Naast wet- en regelgeving en publieke opinie kan het ook gaan om beschikbare subsidies, het voorkomen van bijzondere planten of dieren, ontwikkelingen in de houtmarkt en de recreatiebehoefte, afspraken over certificering of jachtrechten en samenwerking met andere partijen (lokale natuurstudieclubs, VVV’s, bosgroepen).
In West-Europa was het bosbeheer tot de tweede helft van de 20e eeuw vooral gericht op de houtoogst en de beschermende functie van het bos. Daarna is het accent steeds meer komen te liggen op multifunctioneel bosbeheer, dat wil zeggen: beheer dat beoogt meer dan één functie van het bos te realiseren – daarbij speelt de houtproductiefunctie nog een belangrijke rol als economische drager van het beheer. Op hoofdlijnen zijn de natuur- en productiefunctie goed met elkaar te verenigen. De combinatie levert een gevarieerd en natuurlijk uitziend bos op, wat gunstig is voor de bosbeleving. Dit leidt niet tot maximale functievervulling per functie, omdat de functies niet in alle aspecten te verenigen zijn. Het gaat dus bij multifunctioneel bosbeheer om het realiseren van een optimale combinatie van functies. Wat in een bepaalde situatie optimaal is hangt af van de doelstellingen van de eigenaar en de mogelijkheden die het bos biedt.

## Bedrijfsvoeringsactiviteiten
Voorafgaand aan en rondom het daadwerkelijke beheer zijn diverse bedrijfsvoeringsactiviteiten van belang: planning en evaluatie, inventarisatie, administratie, toezicht en communicatie. De activiteiten die specifiek van belang zijn voor bosbeheer worden hier toegelicht.

### Inventariseren en meten
Om rationele beslissingen te nemen over het beheer is een goed beeld nodig van de toestand van het bos en hoe het functioneert. Inventarisaties bieden inzicht in de samenstelling van het bos. Naast boomsoorten en overige vegetatie kan het gaan om (beschermde) diersoorten, cultuurhistorische elementen, recreatieve voorzieningen en andere zaken die voor een specifiek gebied van belang zijn. Metingen zijn erop gericht om kwantitatieve gegevens van de bomen, de bosopstand en het bosbedrijf vast te leggen. Men meet bijvoorbeeld diameter en hoogte van (een aantal) bomen om het volume per boom en daarmee de staande houtvoorraad per hectare te bepalen. Door dit periodiek te herhalen kan de jaarlijkse houtaanwas per hectare berekend worden, wanneer ook het stamtal en/of het grondvlak per hectare bekend is. Dergelijke gegevens bieden inzicht in hoe het bos functioneert met het oog op de houtproductiefunctie. Voor de ecologische functie zijn bijvoorbeeld gegevens van belang over ontwikkelingsfase, natuurlijke verjonging, structuurvariatie, hoeveelheid dood hout en waardevolle ecologische elementen.

### Planning, uitvoering en evaluatie van het bosbeheer
Wanneer de kenmerken van het bos in beeld gebracht zijn, kunnen keuzes gemaakt worden over de gewenste functievervulling en welke maatregelen nodig zijn om de vastgestelde doelstellingen te realiseren. De planning omvat de keuze en voorbereiding van die maatregelen. Daarbij spelen ecologische, economische en sociale omstandigheden een belangrijke rol. Naast de inventarisatie van het bos kan het nodig zijn ter ondersteuning van de planning een overzicht te maken van beleid en wetgeving, zakelijke contracten en wensen uit de samenleving (publieke opinie, stakeholders). De planning en uitvoering van het bosbeheer worden in Nederland vaak vastgelegd in een bosbeheerplan voor de lange termijn (10–15 jaar). Voor de concrete uitvoering van het plan wordt een meer gedetailleerd werkplan voor een of meer jaren gemaakt waarin staat welke maatregelen wanneer en waar moeten worden genomen. Ook wordt een budget opgesteld, waarin een schatting van de kosten en opbrengsten van de verschillende maatregelen wordt gepresenteerd. In Vlaanderen wordt gewerkt met beheerplannen voor een periode van 24 jaar. Vorm en inhoud van het beheerplan zijn daar wettelijk bepaald. Daarnaast is een zesjarige evaluatie verplicht, op basis waarvan het beheer bijgestuurd kan worden.
Het werken volgens een vastgesteld beheerplan, waarin ook de wensen van diverse stakeholders zijn meegenomen, is gewoonlijk een basisvoorwaarde voor het verkrijgen van een certificaat duurzaam bosbeheer. Daarnaast zijn in Nederland gedragscodes voor bosbeheer en natuurbeheer opgesteld, die voorwaarden stellen aan de planning en uitvoering van maatregelen in bos en natuur, met het oog op het verkrijgen van vrijstelling op grond van de Wet natuurbescherming.
De evaluatie heeft als doel na te gaan of de geplande beheermaatregelen zijn uitgevoerd zoals voorzien en vooral of de doelstellingen van het bosbeheer zijn gehaald of waarschijnlijk gehaald gaan worden. Indien dit niet het geval is, wordt nagegaan wat de redenen zijn voor het niet bereiken ervan. Met behulp van deze informatie worden maatregelen uitgewerkt om het beheer aan te passen.

## Beheermaatregelen
Bosbeheer omvat een groot aantal beheermaatregelen. Veel maatregelen hebben betrekking op het beheer van de bomen in het bos: groeiplaatsverbetering, boomsoortenkeuze, bosverjonging, voorkomen van wildschade, snoeien van bomen, dunning, uitkap en eindkap. Daarnaast zijn er maatregelen om de natuurwaarde van bossen te verhogen, recreatieve voorzieningen aan te leggen, wegen en paden te beheren, de houtoogst en houtverkoop uit te voeren en cultuurhistorische elementen in stand te houden.
Niet alle aspecten van natuurwaarde kunnen door beheermaatregelen beïnvloed worden. Belangrijke aandachtspunten voor natuurgericht beheer zijn de boomsoortensamenstelling, de structuur van het bos (groeivormen, leeftijd, ruimtelijke afwisseling), de aanwezigheid van oude, aftakelende en dode bomen (ook groepsgewijs), de aanwezigheid van open plekken (licht en warmte) en andere bijzondere biotopen.
Een natuurgerichte beheermaatregel die sinds 1970 in steeds meer bos- en natuurgebieden wordt toegepast is beheer met grote grazers. Hiervoor worden verschillende rassen runderen en paarden ingezet. Het doel is vaak om verruiging van het terrein tegen te gaan en meer variatie in biotopen te creëren ten gunste van flora en fauna. Ook nietsdoenbeheer is een natuurgerichte beheermaatregel die in Nederland sinds 1983 wordt toegepast in bosreservaten. Doel is om de spontane ontwikkeling van de belangrijkste bostypen te volgen om daarmee kennis op te doen over de natuurlijke processen in het bos. Met deze kennis kan het natuurgerichte beheer in andere bossen bevorderd worden. In de zestig Nederlandse bosreservaten wordt geen intern beheer (ingrepen in bosvegetatie en bosbodem) toegepast. Extern beheer voor bv. waterhuishouding en recreatieve zonering blijft wel mogelijk. België heeft integrale bosreservaten (zonder beheeringrepen), maar ook bosreservaten met aangepast beheer gericht op bepaalde natuurwaarden.

## Vormen van bosbeheer
Er bestaan vele vormen van bosbeheer in Nederland en Vlaanderen. Op grond van de gewenste functievervulling en bosontwikkeling zijn beheerconcepten ontwikkeld, waarbinnen bepaalde beheermaatregelen in een logische combinatie worden toegepast. Deze kunnen op verschillende manieren ingedeeld worden, bijvoorbeeld naar functie (houtteelt, natuur, recreatie of een combinatie hiervan), praktisch beheer (grootschalig, kleinschalig, veel/weinig soorten, etc.) of de wetenschappelijke grondslag (bosgemeenschap, ecosysteem). Hieronder volgt een min of meer chronologische indeling van beheerconcepten vanaf ongeveer 1850.

### Productiegericht bosbeheer

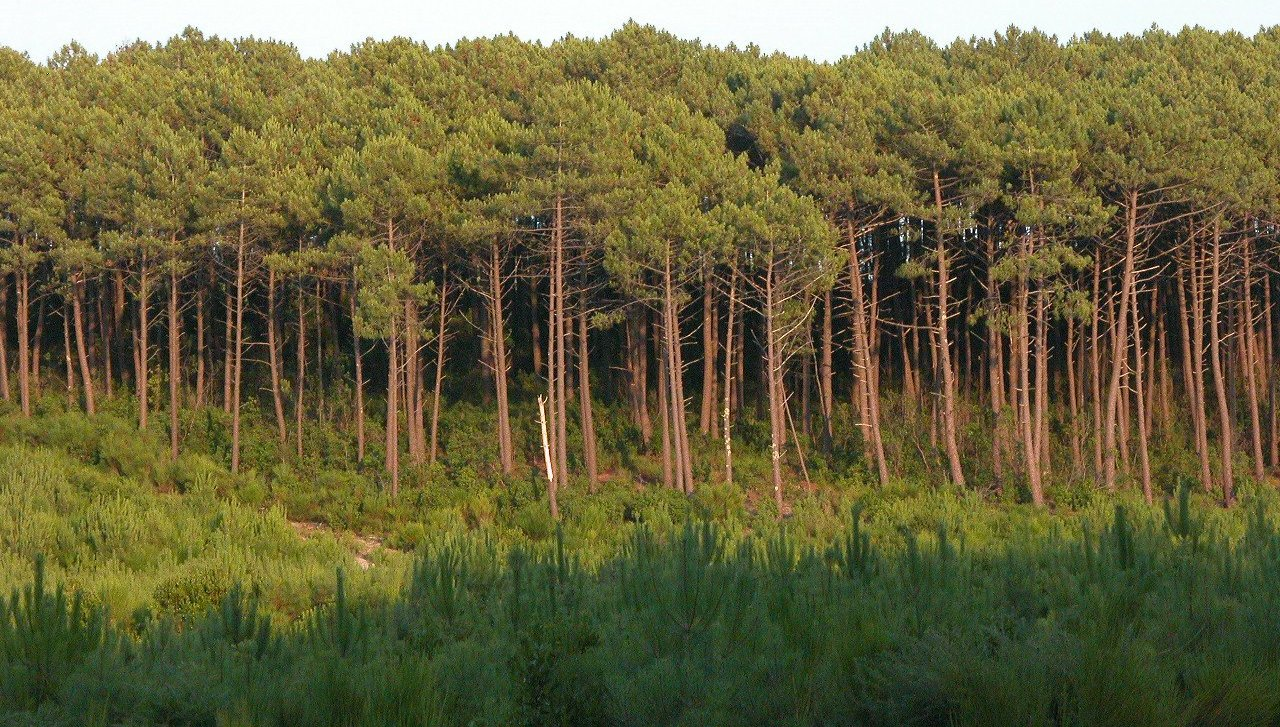
Gelijkjarig naaldbos van Pinus pinaster, Landes (Fr.)

Tot halverwege de 20e eeuw hadden bossen in West-Europa vooral een productiefunctie. Rationalisatie had geleid tot een vorm van plantagebosbouw met gelijkjarige monoculturen. Voor het totale bosgebied werd gestreefd naar een gelijkmatige leeftijdsverdeling. Daarom heet dit beheerconcept in vaktermen leeftijdsklassenbeheer. Vlaktegewijze aanplant en kaalkap met enkele tussentijdse dunningen waren de belangrijkste beheermaatregelen. Dit vlaktegewijze beheer vergroot de kans op ziekten en plagen en de risico's van stormen en bosbranden. Voorbeelden van productiebossen zijn de Nederlandse grovedennenbossen die in het begin van de 20e eeuw zijn aangelegd voor de productie van mijnhout, en de naaldhoutbossen in het departement Landes (Frankrijk), die vrijwel geheel bestaan uit eenvormige percelen met bomen van dezelfde leeftijd.
Een andere productiegericht beheerconcept is het uitkapbeheer. Dit is in de 18e eeuw ontstaan uit het traditionele boerenbos in het middengebergte van Centraal Europa. Hier werden al naargelang de behoefte aan houtproducten individuele bomen geoogst over de hele oppervlakte van het bos. Dit leidde tot ongelijkjarig bos, vooral bestaande uit schaduwboomsoorten. Voorbeelden zijn de plenterbossen in de Jura, het Berner Oberland, de Vogezen en het Zwarte Woud. Een andere vorm van uitkapbeheer kwam voort uit het klassieke middenbos of middelhout (combinatie van hakhout en hooghout) in het Europese laagland. Het beheer van deze combinatie is gericht op de productie van brandhout en bouwhout. Het leidt tot ongelijkvormig opgaand bos waarin lichtboomsoorten een belangrijke rol spelen. Voorbeelden hiervan zijn nog verspreid in Vlaanderen en Zuid-Limburg te vinden.

### Multifunctioneel bosbeheer
In de jaren 1960–1970 steeg de welvaart en nam de aandacht voor bos als recreatieruimte en natuurgebied toe. Dit leidde tot de opkomst van multifunctioneel bosbeheer als reactie op het productiegerichte bosbeheer. Om de verschillende functies harmonieus te laten samengaan in het bos werd vaker gekozen voor langere omlopen (ouder bos), meer menging van boomsoorten en kleinschaliger ingrepen. Dit leidde ook tot ruimtelijke zonering van functies die niet altijd op dezelfde plaats gecombineerd kunnen worden, zoals zones van intensieve recreatie en bosreservaten. Daarnaast werden voorzieningen aangelegd voor specifieke functies, zoals zitbanken, informatieborden en nestkasten. Bij dit alles bleef houtproductie belangrijk als economische drager van het bosbeheer. In het multifunctionele bosbeheer kunnen diverse beheervormen een rol spelen, ook naast elkaar in hetzelfde bosgebied.

### Natuurgericht bosbeheer
De stormen van 1972 en 1973 veroorzaakten veel schade in de Nederlandse bossen, wat leidde tot discussie over het vlaktegewijze bosbeheer. Onder andere de in 1977 opgerichte Werkgroep Kritisch Bosbeheer pleitte voor een natuurlijker beheer van bossen en een betere bescherming van de Europese oerbossen. Hun ideeën en publicaties hebben geleid tot een herbezinning op het gangbare bosbeheer die in de loop van de tijd ook tot verandering in het beheer heeft geleid. Sinds het laatste gedeelte van de 20e eeuw krijgen de natuurwaarden bij het beheer van bossen meer en meer de nadruk. In Nederland werd dit ook uitgewerkt in het Meerjarenplan Bosbouw (1986) en het Natuurbeleidsplan (1990). Ouder wordende bomen, meer gemengd bos, meer dood hout, open plekken in het bos, natuurlijke verjonging, aandacht voor de struik- en kruidlaag, gebruik van inheemse boom- en struiksoorten zijn voorbeelden van die verandering. In het natuurgerichte bosbeheer kunnen uitkapbeheer, Pro Silva beheer en geïntegreerd bosbeheer een belangrijke rol spelen.

### Pro Silva beheer

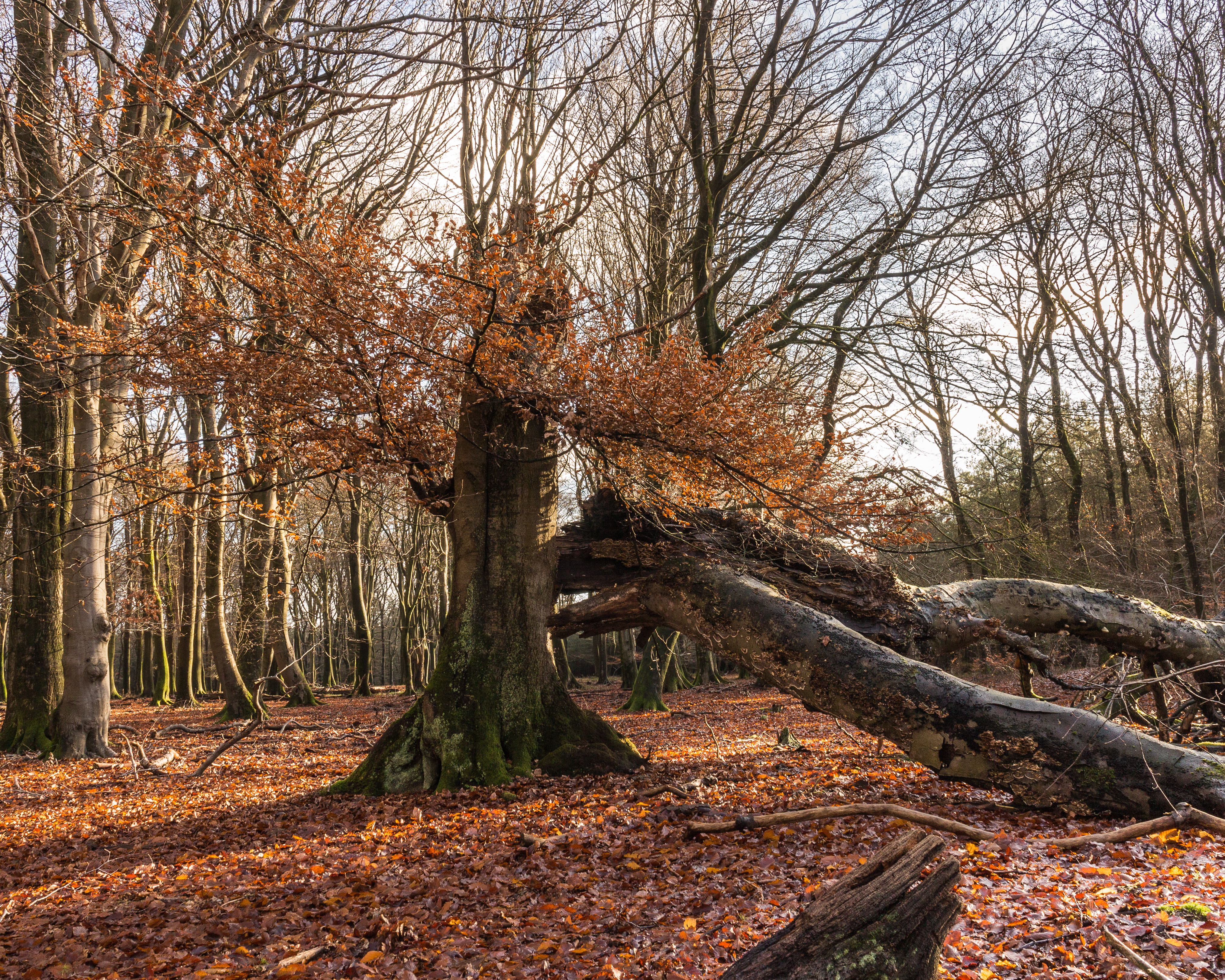
Een eik met uitgebroken kroon in het Kroondomein Het Loo.

In 1989 werd de internationale Pro Silva beweging opgericht, die ook in Vlaanderen en Nederland actieve werkgroepen heeft die de principes van natuurgericht bosbeheer in praktijk brengen. Er kwam meer aandacht voor kleinschaliger vormen van bosbeheer die meer aansluiten bij de natuurlijke processen in het bos. Pro Silva beheer moet leiden tot risicoarm, ecologisch en economisch gezond bos. Wat betreft functievervulling richt het zich op behoud of herstel van ecosystemen, bescherming van bodem en bosklimaat, productie van hout en leveren van recreatie, natuurbeleving en andere culturele diensten. Het beheer is natuurgericht en extensief, waarmee men streeft naar gemengde bossen met veel structuurvariatie. Bij Pro Silva internationaal staat de houtproductie vaak nog voorop, maar in Vlaanderen en Nederland ontwikkelt het Pro Silva beheer zich tot ecosysteembeheer. Voorbeelden van bossen met Pro Silva beheer zijn Kroondomein Het Loo in Nederland en Le Nouvion in Noord-Frankrijk.

### Geïntegreerd bosbeheer
Rond 1990 ontstond in Nederland het beheerconcept geïntegreerd bosbeheer, waarin de integratie van de functies houtproductie en natuurbeheer in hetzelfde stuk bos wordt nagestreefd, met een voorkeur voor spontane processen. Recreatie, al dan niet natuurgericht, kan hiermee gecombineerd worden. De doelstelling van de beheerder bepaalt waar de nadruk op ligt. De huidige toestand van het bos en de groeiplaats zijn bepalend voor welke beheeringrepen gekozen worden. Het beheer is extensief, met kleinschalige ingrepen die wel over een grote oppervlakte uitgevoerd kunnen worden. Dit leidt tot kostenefficiënt beheer. Geïntegreerd bosbeheer streeft naar het produceren van kwaliteitshout, naar een gevarieerde en plaatselijk vrij open bosstructuur en naar menging van boomsoorten en leeftijden. Verjonging gebeurt selectief en meestal kleinschalig (groepenkap, schermkap). Het beoogde bos bestaat voor een deel uit inheemse boomsoorten en er is een substantieel aandeel dood hout aanwezig. In Nederland en Vlaanderen is op veel plaatsen ervaring opgedaan met geïntegreerd bosbeheer. Voorbeelden zijn de Emmerdennen, Landgoed Welna (Epe), Boswachterij Gieten-Borger, Domeinbos Pijnven (Hechtel-Eksel) en het Meerdaalswoud (Oud-Heverlee).

### Ecosysteembeheer
Sinds het eind van de 20e eeuw wordt bosbeheer steeds meer als ecosysteembeheer beschouwd, als antwoord op het voortgaande verlies aan biodiversiteit en andere ecosysteemdiensten. Dit is gericht op het behoud van een soortenrijk, stabiel en veerkrachtig ecosysteem, met optimale en duurzame functievervulling, zonder vooraf te kiezen voor specifieke bosfuncties. Deze benadering werkt ook door in het bosbeheer in Vlaanderen en Nederland, dat zich ontwikkelt in de richting van bosecosysteembeheer. Er is vooraf geen keuze voor houtproductie of natuurbeheer als voornaamste doelstelling, maar het beheer richt zich op het vervullen van combinaties van verschillende functies (ecosysteemdiensten), waarbij de principes van duurzaamheid in acht genomen worden. Het beheer is extensief, maakt gebruik van variabele uitkapsystemen en is gebaseerd op een grondige ecosysteemkennis. De beheeringrepen sluiten aan bij en maken gebruik van natuurlijke processen. Het bosbeheer richt zich minder op het specifieke bosperceel en meer op het landschap en de externe omgeving, ook om negatieve invloeden van buiten het hoofd te bieden.

### Bosbeheer gericht op biodiversiteit

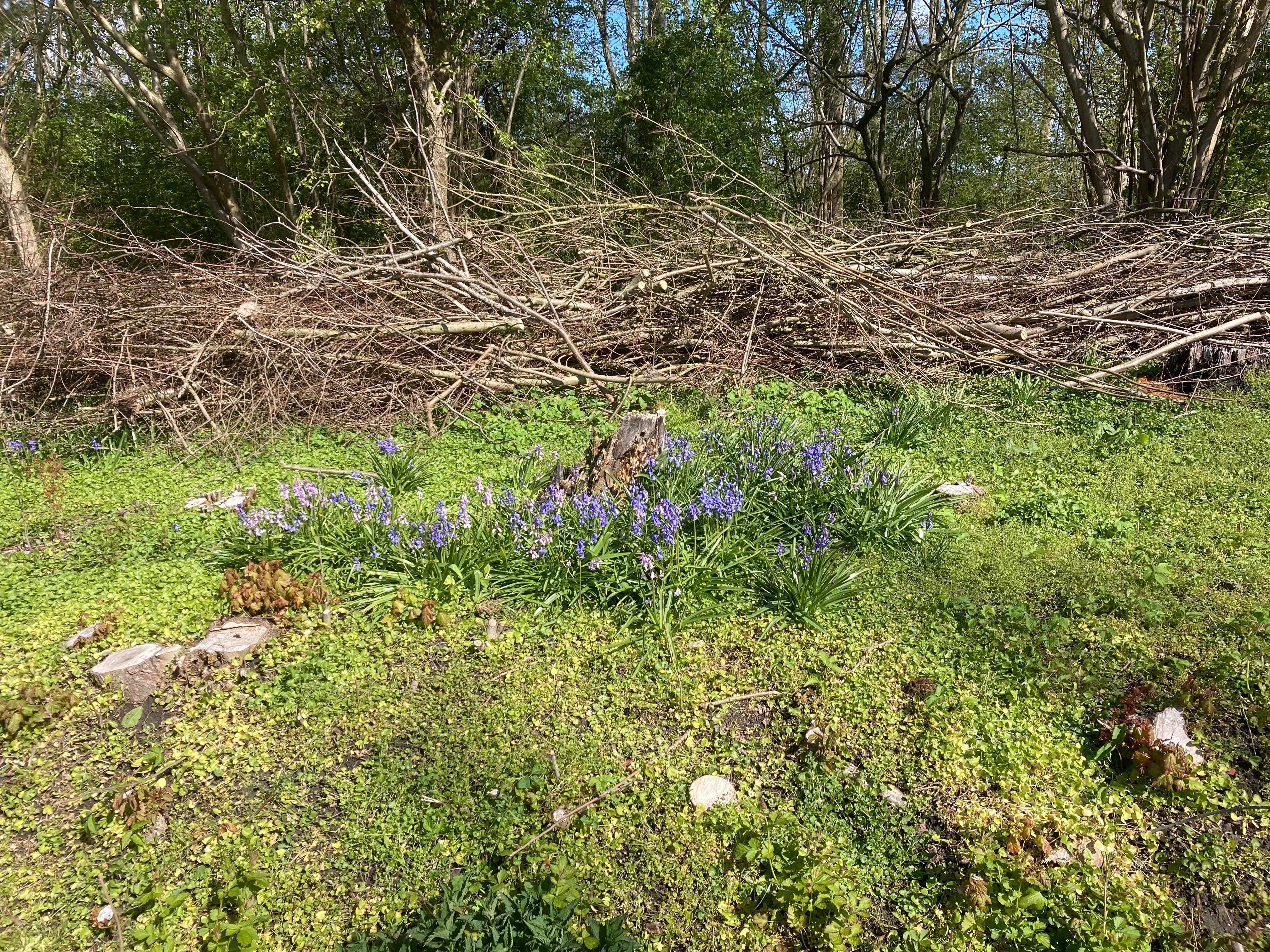
Bosrandzone, gefaseerd bosbeheer

Sinds de jaren 1990 is het begrip biodiversiteit internationaal gangbaar geworden als graadmeter voor de verscheidenheid aan levensvormen binnen een ecosysteem of geografische eenheid. Omdat bossen een belangrijke rol spelen in het behoud van biodiversiteit, wordt het begrip binnen diverse vormen van bosbeheer expliciet gebruikt als doel of als graadmeter. In 39% van het Nederlands bosareaal is behoud van biodiversiteit het belangrijkste beheerdoel (‘natuurbossen’). Van de circa 34.000 soorten planten en dieren in Nederland is een deel in meer of mindere mate afhankelijk van bos. Bij bepaalde soortgroepen, zoals zweefvliegen en zoogdieren, is meer dan een derde van het totale aantal soorten direct van bossen afhankelijk. Hoewel sinds 1990 de biodiversiteit van karakteristieke diersoorten in de Nederlandse landnatuur met 40% is afgenomen, is deze in het Nederlandse bos gemiddeld genomen stabiel gebleven. Veel diersoorten profiteren van het feit dat bossen ouder worden en meer variatie en structuur krijgen. De populaties van kenmerkende diersoorten voor bossen namen gemiddeld iets af. Broedvogels en zoogdieren gingen gemiddeld vooruit. Het gemiddelde aantal voor bossen karakteristieke plantensoorten nam toe tussen 1999 en 2017, daarna volgde een afname. Belangrijkste bedreigingen zijn verzuring, vermesting en verdroging. Voorbeelden van beheermaatregelen gericht op meer biodiversiteit zijn dood hout maken, bosranden aanleggen, open plekken maken, verticale gelaagdheid creëren, bosbegrazing, wildbeheer en exotenbeheer.
De plicht tot bescherming van specifieke soorten en habitats is in Nederland vastgelegd in de Wet natuurbescherming (2017). In België is dit gebeurd in de Wet op het natuurbehoud (1973), die in het Vlaams Gewest is uitgewerkt in het Natuurdecreet (1997). Veel bossen in Europa maken deel uit van het Natura 2000-netwerk en hebben een vorm van bosbeheer gericht op biodiversiteit. Dit betekent niet dat in dergelijke bossen geen houtoogst meer mogelijk is, maar dat de maatregelen in het bos niet strijdig mogen zijn met de instandhoudingsdoelstellingen van het gebied.

## Wetgeving en bosbeleid in Nederland
Beslissingen in het bosbeheer worden in principe genomen door de eigenaar of rechthebbende, of door de beheerder die namens deze optreedt. Gezien het maatschappelijk belang van bos en bosbouw is in veel landen sprake van overheidsregels die hierop van invloed zijn. Nederland kent een Natuurschoonwet sinds 1928, een Boswet sinds 1961, een Natuurbeschermingswet sinds 1967 en een Flora- en faunawet sinds 1999/2002. De meeste van deze wetten zijn in 2017 opgegaan in de Wet natuurbescherming. De Natuurschoonwet bestaat nog steeds. Sinds 2014 wordt gewerkt aan een verdere vereenvoudiging van het stelsel van wetgeving voor ontwikkeling en beheer van de leefomgeving. De bestaande wetgeving voor bos, natuur en landschap wordt opgenomen in de Omgevingswet. Deze wet is aangenomen door Eerste en Tweede Kamer maar nog niet in werking getreden (maart 2022).
Naast de nationale wetgeving zijn Europese regels van belang voor de bescherming van flora en fauna en hun habitats: de Vogelrichtlijn 1979 en de Habitatrichtlijn 1992. De Europese bescherming van soorten en habitats wordt sinds het begin van de 21e eeuw versterkt door een netwerk van beschermde natuurgebieden (Natura 2000) waarbinnen verplichtingen gelden voor het beheer (en voor het weren van negatieve externe invloeden). Nederland kent 163 Natura2000-gebieden.
Naast de formele wetgeving kunnen ook beleidsplannen van overheden van invloed zijn op de beslissingen in het bosbeheer. Sinds de maatschappelijke discussie over het bosbeheer in Nederland in de jaren 1970 zijn de volgende plannen van de rijksoverheid verschenen die geheel of gedeeltelijk betrekking hebben op bos en bosbeheer: Structuurvisie op het bos en de bosbouw 1977, Structuurschema Natuur- en Landschapsbehoud 1981, Beleidsvoornemens ten aanzien van de Nederlandse Houtvoorziening 1983, Meerjarenplan Bosbouw 1986, Natuurbeleidsplan 1989, Bosbeleidsplan 1994, Natuur voor mensen, mensen voor natuur (Nota natuur, bos en landschap in de 21e eeuw) 2000, Bossenstrategie (Bos voor de toekomst) 2020.
De Bossenstrategie is in 2020 opgesteld door Rijk en provincies gezamenlijk, zoals afgesproken in het Nederlandse Klimaatakkoord dat voortkwam uit het internationale Klimaatakkoord van Parijs (2015). Naast de klimaatopgave is ook de opgave om biodiversiteit te herstellen een belangrijke drijfveer. De hoofddoelen van de Bossenstrategie zijn:
- uitbreiding van het bosareaal met 10%
- revitalisering van het bestaande bos
- meer aandacht voor bomen buiten het bos
- optimaliseren van het gebruik van bos

De Bossenstrategie wordt per provincie uitgewerkt in concrete uitvoeringsplannen.
In aanvulling op wetgeving en beleid zijn ook overheidssubsidies van invloed op beslissingen in het bosbeheer. In de jaren 1990 kwam er in Nederland verandering in de regelgeving om het bosbeheer minder afhankelijk te maken van overheidssubsidies. Subsidies die gericht waren op het bevorderen van specifieke maatregelen in de bossen (onrendabele dunningen, herplant van kapvlakten) maakten plaats voor subsidies die behaalde resultaten belonen (Regeling Functiebeloning, Programma Beheer). Ook sommige provincies en gemeenten namen initiatieven om bepaalde vormen van bosbeheer te stimuleren, onder andere door bij te dragen aan voorlichtingsactiviteiten en voorbeeldbedrijven geïntegreerd bosbeheer. In de jaren 2010 is onder verantwoordelijkheid van de provincies (BIJ12) een nieuw subsidiestelsel ontwikkeld voor (agrarisch) natuurbeheer en landschapsbeheer: het Subsidiestelsel Natuur en Landschap (SNL). Hierin zijn ook de voormalige subsidies voor bosbeheer en de financiering van de grote terreinbeherende organisaties opgenomen.